# 李居壽
李居寿（1221年—1280年），字伯仁，号淳然子，元朝卫州（今河南省卫辉市）人。蕭輔道之弟子，太一教第五代掌教宗师。
李居寿十三岁时，拜太一道教四祖萧辅道为师，十八岁受戒。1252年，随萧辅道至和林（今蒙古国哈尔和林）觐见忽必烈。萧辅道晚年，推荐他掌太一教事，为五祖。按照道规，改姓为萧。忽必烈即位为元世祖，建元中统，赐李居寿号为太一演化贞常真人。受命为江淮战殁者设黄箓大醮，超度亡灵。至元十一年（1274年），在上都、大都两京建太一宫，奉旨居之，领祠事。至元十三年（1276年），受赐太一掌教宗师印。留宿宫禁，参预廷议。去世后，弟子李居祐继主教事。